# Tropisternus affinis
Tropisternus affinis är en skalbaggsart som beskrevs av Victor Ivanovitsch Motschulsky 1859. Tropisternus affinis ingår i släktet Tropisternus och familjen palpbaggar. Inga underarter finns listade i Catalogue of Life.